# ロナルド・D・ムーア
ロナルド・D・ムーア（Ronald Dowl Moore、1964年7月5日 - ）は、アメリカ合衆国のプロデューサー、脚本家である。『新スタートレック』、『スタートレック:ディープ・スペース・ナイン』を手がけたことで知られ、『GALACTICA/ギャラクティカ』の製作総指揮を務めた。

## キャリア
『新スタートレック』
1988年、制作総指揮を務めるジーン・ロッデンベリーの助手に自作の脚本を渡したことをきっかけにプロデューサーのマイケル・ピラーの目にとまり、脚本家チーム入りする。『亡命者』や『クリンゴン帝国の危機』等のエピソードや映画の原案・脚本に携わる。
- 『スタートレック ジェネレーションズ』 1994年 - 原案・脚本
- 『スタートレック ファーストコンタクト』 1996年 - 原案・脚本

『スタートレック:ディープ・スペース・ナイン』
脚本(シーズン3～)・共同プロデューサー(シーズン6～)
『スタートレック:ヴォイジャー』
シーズン6・第122話「Survival Instinct(邦題：ボーグの絆を求めて)」第123話「Barge of the Dead(邦題：さまよえるクリンゴンの魂)」脚本。
時期的にディープ・スペース・ナインが放送終了した直後、そのままヴォイジャーの制作チームに合流したが、この2話だけを担当した後、スタートレックシリーズから離脱。(当時のヴォイジャーの制作陣から、ストーリーに直接関わらせないと言われた事も一因)
『ロズウェル - 星の恋人たち』
製作総指揮(シーズン2～)
『GALACTICA/ギャラクティカ』
製作総指揮。第1話「"33"(邦題：33分の恐怖」)の脚本を執筆し、同作がヒューゴー賞映像部門短編賞を受賞した。
『HELIX -黒い遺伝子-』
製作総指揮。
『アウトランダー (テレビドラマ) 』
原案・製作・製作総指揮のほか、複数話の脚本を担当する。
『フィリップ・K・ディックのエレクトリック・ドリームズ』
原案・製作・製作総指揮のほか、1話の脚本を担当する。
『フォー・オール・マンカインド 』
原案・製作・製作総指揮のほか、複数話の脚本を担当する。